# Proti
Proti (griechisch Πρώτη (f. sg.)) ist eine kleine griechische Insel in der Gruppe der Ionischen Inseln.

## Lage
Proti gehört zur Gemeinde Trifylia im Regionalbezirk Messenien im Südwesten der Peloponnes. Bei der Volkszählung 2001 wurden vier Einwohner gezählt.
Die Insel ist nur 1,2 km vor der Küste von Marathoupolis, einem Ortsteil von Gargaliani, gelegen. Es gibt keine Quellen oder Brunnen. Die Insel wird als Schafweide genutzt.

## Geschichte
Der Name der Insel ist von dem Meergott Proteus abgeleitet.
Aus mykenischer oder vorklassischer Zeit gibt es Ruinen einer Akropolis mit Mauern und einen Burgring.
Es gibt etwa 30 Inschriften aus nachklassischer, römischer und byzantinischer Zeit mit Bitten um eine gute Reise; sie stammen von Reisenden, die hier mit ihren Booten Schutz bei Stürmen suchten und die Götter um eine sichere Weiterreise baten. Ferner gibt es auf der Insel eine kleine, der Artemis geweihte Kapelle und eine Kirche, die zu Ehren der Jungfrau Maria gebaut wurde. In der Blütezeit der Piraterie diente die Insel dem Piraten Katoulias als Versteck.
Der byzantinische Kaiser Romanos IV. wurde im Jahre 1072 geblendet und nicht auf diese Insel verbannt, sondern auf die gleichnamige Insel im Archipel der Prinzeninseln vor Konstantinopel/Istanbul, wo er nach wenigen Tagen an den Folgen seiner Blendung starb.